# Bestenliste deutscher Triathleten auf der Ironman-Distanz

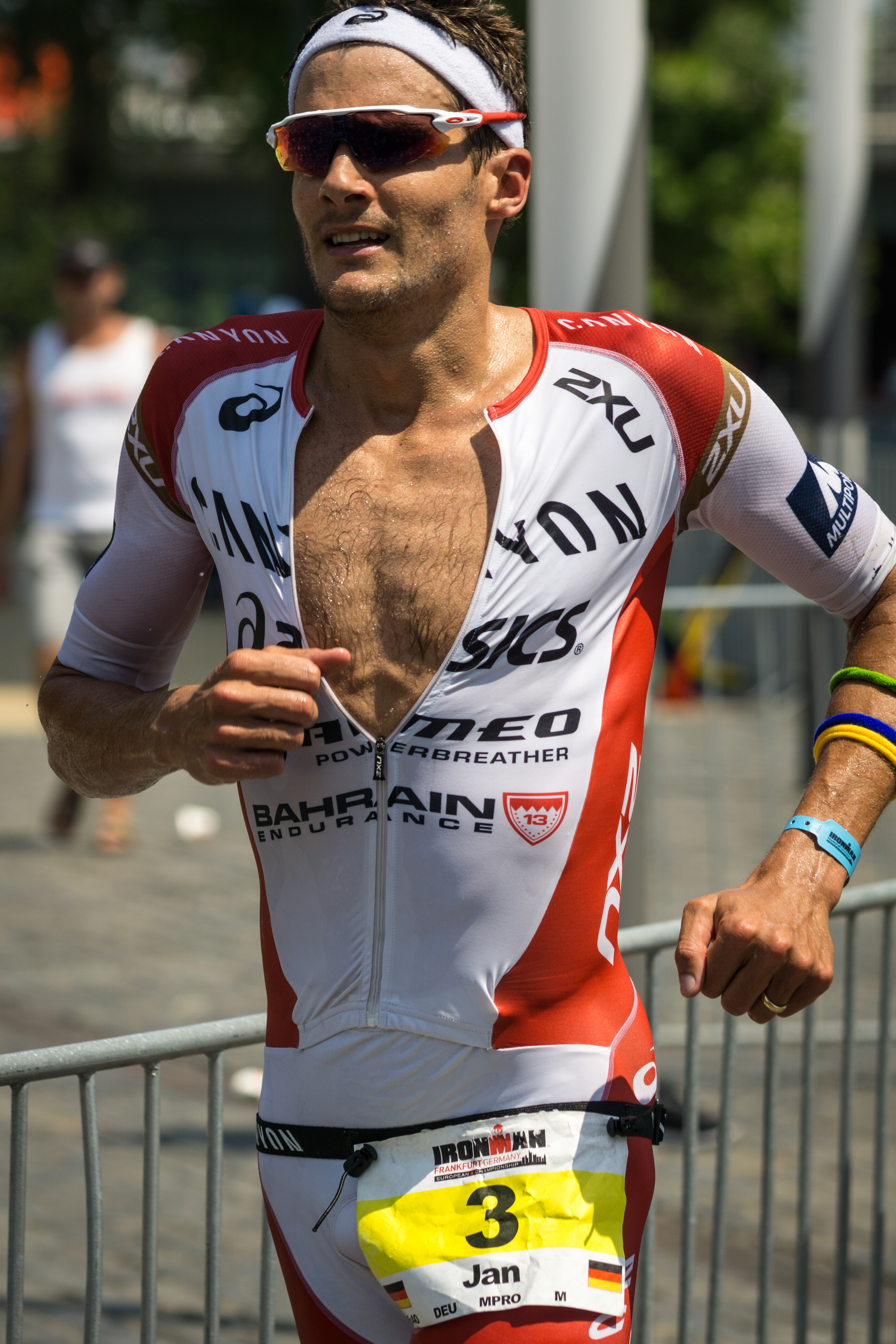
Jan Frodeno bei den Ironman European Championships in Frankfurt am Main, 2015

Die Bestenliste deutscher Triathleten auf der Ironman-Distanz umfasst alle Zeiten, die weltweit von deutschen Männern (Amateure und Profis) bei einem Triathlon über die Langdistanz bzw. Ironman-Distanz (3,86 km Schwimmen, 180,2 km Radfahren und 42,2 km Laufen) erzielt wurden.(Stand: 17. August 2025)

## Kriterien für die Bestzeiten
Jeder Athlet wird hier inoffiziell mit seiner persönlichen Bestzeit angeführt. Berücksichtigt wurden Zeiten unter 8:00 Stunden seit Oktober 1982, als Manuel Debus und Detlef Kühnel beim Ironman Hawaii starteten und somit die eigentliche Geschichte des Triathlons in Deutschland begründeten.
Eine offizielle Vermessung der Strecken, wie in der Leichtathletik mit dem Jones-Counter, erfolgt im Triathlon bis jetzt nicht. Die Rennen sind deshalb aufgrund einer nicht ganz genauen Länge nur begrenzt bzw. eingeschränkt vergleichbar. Auch die Zeiten bei ein und demselben Wettkampf, wie auch auf Hawaii, sind durch unterschiedliche Witterungsbedingungen, Streckenänderungen, Baustellen, Beschaffenheit oder Veränderung des Straßenbelags, Verlegungen und Veränderungen der Wechselzonen nicht vergleichbar. Bei den hier aufgeführten Zeiten handelt es sich um Ergebnisse, die bei Wettkämpfen mit offiziellem Windschattenverbot erzielt worden sind. Die offiziellen Verbände ITU, ETU und DTU führen keine Rekorde oder Bestenlisten. Die inoffiziellen Altersklassenrekorde des Ironman Hawaii findet man hier: Liste der Altersklassenrekorde beim Ironman Hawaii.
Wettkämpfe, bei denen witterungsbedingt nur ein Duathlon ausgetragen wurde oder Teildistanzen stark verkürzt wurden, finden keine Berücksichtigung.
Die Ergebnisse der Frauen finden sich in der Bestenliste deutscher Triathletinnen auf der Ironman-Distanz.

## Resultate
| Platz | Name                 | Jahr | Zeit (h) | Ort                | Erfolge                                                   | Link   |
| ----- | -------------------- | ---- | -------- | ------------------ | --------------------------------------------------------- | ------ |
| 1     | Finn Grosse-Freese   | 2025 | 7:27:36  | Ironman Copenhagen |                                                           | [ 1 ]  |
| 2     | Jan Frodeno          | 2021 | 7:27:53  | Tri Battle Royale  | WM Ironman Hawaii (2015, 2016 und 2019)                   | [ 2 ]  |
| 3     | Jan Stratmann        | 2024 | 7:28:25  | Ironman Barcelona  |                                                           | [ 3 ]  |
| 4     | Patrick Lange        | 2023 | 7:30:04  | Challenge Roth     | WM Ironman Hawaii (2017, 2018 und 2024), EM 2021, DM 2021 | [ 4 ]  |
| 5     | Wilhelm Hirsch       | 2024 | 7:30:16  | Ironman Barcelona  |                                                           | [ 5 ]  |
| 6     | Jonas Schomburg      | 2025 | 7:31:24  | Challenge Roth     |                                                           | [ 6 ]  |
| 7     | Jonas Hoffmann       | 2025 | 7:35:55  | Ironman Germany    |                                                           | [ 7 ]  |
| 8     | Paul Schuster        | 2025 | 7:38:35  | Ironman Texas      |                                                           | [ 8 ]  |
| 9     | Frederic Funk        | 2025 | 7:40:07  | Challenge Roth     |                                                           | [ 9 ]  |
| 10    | Andreas Raelert      | 2011 | 7:41:33  | Challenge Roth     | EM 2010                                                   | [ 9 ]  |
| 11    | Sebastian Kienle     | 2017 | 7:41:42  | Ironman Germany    | Ironman WM 2014, EM 2014/16/17, DM 2010/16                | [ 10 ] |
| 12    | Marc Eggeling        | 2024 | 7:44:14  | Challenge Roth     |                                                           | [ 9 ]  |
| 13    | Florian Angert       | 2019 | 7:45:05  | Ironman Barcelona  |                                                           | [ 11 ] |
| 14    | Franz Löschke        | 2023 | 7:45:11  | Ironman Hamburg    |                                                           | [ 12 ] |
| 15    | Andreas Böcherer     | 2017 | 7:46:07  | Ironman Germany    |                                                           | [ 13 ] |
| 16    | Dominik Sowieja      | 2023 | 7:46:09  | Ironman Hamburg    |                                                           | [ 14 ] |
| 17    | Felix Hentschel      | 2024 | 7:48:13  | Ironman Germany    |                                                           | [ 15 ] |
| 18    | Boris Stein          | 2019 | 7:49:14  | Ironman Sweden     |                                                           | [ 16 ] |
| 19    | Andreas Dreitz       | 2023 | 7:50:30  | Challenge Roth     |                                                           | [ 17 ] |
| 20    | Lars Wichert         | 2024 | 7:50:42  | Ironman Hamburg    | Die Radstrecke war 2 km zu kurz                           | [ 18 ] |
| 21    | Nils Frommhold       | 2015 | 7:51:28  | Challenge Roth     | DM 2015                                                   | [ 9 ]  |
| 22    | Jürgen Zäck          | 1997 | 7:51:42  | Ironman Europe     | 2006 wegen Dopings gesperrt                               | [ 9 ]  |
| 23    | Julian Fritzenschaft | 2023 | 7:51:44  | Ironman Hamburg    |                                                           | [ 19 ] |
| 24    | Christian Störzer    | 2023 | 7:52:41  | Challenge Roth     |                                                           | [ 20 ] |
| 25    | Morten Schmidt       | 2025 | 7:53:39  | Ironman Copenhagen |                                                           |        |
| 26    | Fabian Günther       | 2023 | 7:54:02  | Ironman Hamburg    |                                                           | [ 21 ] |
| 27    | Christian Kramer     | 2014 | 7:54:31  | Ironman Austria    |                                                           | [ 22 ] |
| 28    | Ruben Zepunkte       | 2024 | 7:55:00  | Ironman Germany    |                                                           | [ 23 ] |
| 29    | Lukas Stahl          | 2024 | 7:55:31  | Ironman Austria    |                                                           | [ 24 ] |
| 30    | Michael Göhner       | 2009 | 7:55:53  | Challenge Roth     | DM 2009                                                   | [ 9 ]  |
| 31    | Timo Bracht          | 2014 | 7:56:00  | Challenge Roth     | EM 2012, DM 2013/14                                       | [ 9 ]  |
| 32    | Lothar Leder         | 1997 | 7:56:39  | Ironman Europe     | Erster Athlet weltweit unter 8 Stunden 1996, DM 2003      | [ 9 ]  |
| 33    | Timo Schaffeld       | 2023 | 7:56:51  | Ironman Hamburg    |                                                           | [ 25 ] |
| 34    | Tobias Drachler      | 2023 | 7:56:59  | Ironman Hamburg    |                                                           | [ 26 ] |
| 35    | Johann Ackermann     | 2018 | 7:57:02  | Ironman Texas      | Radsplit 4:03 h                                           |        |
| 36    | Thomas Hellriegel    | 1997 | 7:57:21  | Ironman Europe     | WM Ironman Hawaii (1997), DM 2007/08                      | [ 9 ]  |
| 37    | Faris Al-Sultan      | 2004 | 7:58:57  | Challenge Roth     | WM Ironman Hawaii (2005), EM 2011, DM 2000/04/06          | [ 9 ]  |
| 38    | Stefan Schmid        | 2017 | 7:59:44  | Ironman Mexico     |                                                           | [ 27 ] |
| 39    | Niko Markgraf        | 2023 | 7:59:49  | Ironman Hamburg    |                                                           | [ 28 ] |

-->
(DM = deutscher Meister, EM = Europameister, WM = Weltmeister)
Anmerkung:
1. 1 2  Der Ironman Germany 2017 wurde auf einer ca. 3 km kürzeren Radstrecke ausgetragen (Baustelle); dies entspricht einer groben Zeitersparnis (abhängig von der realen Radleistung/Fähigkeit/Verfassung des jeweiligen Athleten) von ca. 250–260 Sekunden (umgerechnet auf die reine Leistung beim Radfahren – eigene Schätzung) unter den hier gelisteten Athleten.